# Крим у мініатюрі (парк)
Парк «Крим у мініатюрі» — парк в Алушті, в якому представлено макети основних історико-культурних пам'яток Криму. Виставку було відкрито влітку 2012 року. Презентовано 45 макетів, робота над якими тривала два роки. Надалі кількість їх збільшиться до 65. Масштаб макетів — 1:25.

## Представлені споруди
- Бахчисарай — Ханський палац;
- Гаспра — Ластівчине гніздо;
- Малоріченське — храм-маяк св. Миколая;
- Масандра — Масандрівський палац;
- Севастополь — Графська пристань, Діорама «Штурм Сапун-гори 7 травня 1944 року», Панорама «Оборона Севастополя 1854—1855 років», Микільська церква;
- Сімферополь — вокзал, собор свв. Петра й Павла, кінотеатр «Сімферополь», краєзнавчий музей, Національний банк України в Сімферополі, Будинок Чірахова («Будинок із десятьма драконами»), будівля Ради міністрів АРКрим, Рада міністрів Криму, будинок науки в Воронцовському парку, кенаса;
- Судак — Генуезька фортеця;
- Феодосія — Національна картинна галерея ім. К. Айвазовського
- Ялта — Лівадійський палац;

## Галерея

Кенаса в Сімферополі